# The Cats
The Cats — студійний альбом американських джазових музикантів Томмі Фленагана, Джона Колтрейна і Кенні Беррелла, випущений у 1959 році лейблом New Jazz.

## Опис
У 1957 у Детройті саксофоніст Джон Колтрейн зв'язався з піаністом Томмі Фленаганом, які у підсумку переїхали на Східне Узбережжя і записали цей альбом у стилі хард-боп. До них приєднались інші детройтські музиканти: ударник Луї Гейз, басист Дуг Воткінс та гітарист Кенні Беррелл, а також трубач Ідріс Суліман. Гурт грає у фортаті тріо лише на стандарті «How Long Has This Been Going On?».
Альбом вийшов у 1959 році на New Jazz, дочірньому лейблі Prestige. 

## Список композицій
1. «Minor Mishap» (Томмі Фленаган) — 7:24
2. «How Long Has This Been Going On?» (Джордж Гершвін, Айра Гершвін) — 5:53
3. «Eclypso» (Томмі Фленаган) — 7:55
4. «Solacium» (Томмі Фленаган) — 9:06
5. «Tommy's Time» (Томмі Фленаган) — 11:56

## Учасники запису
- Ідріс Суліман — труба (1, 3—5)
- Джон Колтрейн — тенор-саксофон (1, 3—5)
- Томмі Фленаган — фортепіано
- Кенні Беррелл — гітара (1, 3—5)
- Дуг Воткінс — контрабас
- Луї Гейз — ударні

Технічний персонал
- Руді Ван Гелдер — інженер
- Айра Гітлер — текст